# Ryō Miyazaki
Ryō Miyazaki (jap. 宮崎亮 Miyazaki Ryō; ur. 20 sierpnia 1988 w Ōte) – japoński bokser, aktualny zawodowy mistrz świata wagi słomkowej (do 105 funtów) federacji WBA.
Karierę zawodową rozpoczął 24 grudnia 2006. Do czerwca 2012 stoczył 20 walk, z których 17 wygrał i 3 zremisował. W tym czasie zdobył tytuł Oriental Pacific Boxing Federation (OPBF) w wadze junior muszej, który skutecznie bronił czterokrotnie.
31 grudnia 2012 otrzymał szansę walki o wakujący po rezygnacji Kazuto Ioki tytuł mistrzowski federacji WBA w wadze słomkowej. Zmierzył się w Osace z byłym mistrzem WBA w tej kategorii Tajem Pornsawanem Porpramookiem. Zwyciężył po niejednogłośnej decyzji sędziów i został nowym mistrzem świata.